# Assassin’s Creed Nexus VR
Assassin’s Creed Nexus VR — компьютерная игра для устройств виртуальной реальности, разработанная Red Storm Entertainment и изданная Ubisoft в 2023 году. Разработчиками заявлена поддержка гарнитур виртуальной реальности Meta Quest 2, Meta Quest 3 и Meta Quest Pro.

## Сюжет
Безымянного протагониста нанимают асассины. С помощью устройства «Анимус» он погружается в прошлое и переживает определённые периоды из жизни своих предков в поисках определённых предметов.

## Разработка
В сентябре 2020 года на цифровой выставке Facebook Connect вице-президент Red Storm Entertainment по разработке Элизабет Ловерсо объявил о создании двух игр для гарнитур виртуальной реальности, из серии Assassin’s Creed и Tom Clancy’s Splinter Cell соответственно.
Assassin’s Creed Nexus VR была анонсирована 13 июня 2023 года на мероприятии Meta Quest Gaming Showcase. Выход состоялся 16 ноября 2023 года.

## Критика
Игра получила «в основном благоприятные» отзывы критиков, согласно агрегатору рецензий Metacritic. Её рейтинг составляет 79 баллов из 100.
Издание IGN поставило игре оценку 7/10, назвав «впечатляюще цельной».

## Продажи
По словам генерального директора Ubisoft Ива Гиймо, продажи игры были «разочаровывающими». Он дополнил, что студия больше не будет инвестировать в проекты для виртуальной реальности.

## Награды
| Год  | Награда                  | Категория                         | Результат | Прим. |
| ---- | ------------------------ | --------------------------------- | --------- | ----- |
| 2024 | The New Your Game Awards | Лучшая AR/VR-игра                 | Номинация | [ 6 ] |
| 2024 | D.I.C.E. Awards          | VR-игра года                      | Номинация | [ 7 ] |
| 2024 | D.I.C.E. Awards          | Техническое достижение в сфере VR | Номинация | [ 7 ] |